# Guitalens-L'Albarède
Guitalens-L'Albarède là một xã trong tỉnh Tarn thuộc vùng Occitanie ở miền nam nước Pháp. Xã này nằm ở khu vực có độ cao trung bình 145 mét trên mực nước biển.
Ngày 29 tháng 6 năm 2007, xã được thành lập thông qua việc sáp nhập Guitalens và Lalbarède